# Seznam chráněných území v okrese Sabinov
Toto je seznam chráněných území v okrese Sabinov aktuální k roku 2015, ve kterém jsou uvedena chráněná území v oblasti okresu Sabinov.
| Kód  | Obrázek       | Typ | Název            | Rozloha (ha) | Galerie Commons | Popis území | Souřadnice                       |
| ---- | ------------- | --- | ---------------- | ------------ | --------------- | ----------- | -------------------------------- |
| 505  |               | PR  | Bišar            | 1,6741       |                 |             |                                  |
| 507  |               | PP  | Bradlové pásmo   | 20,1214      |                 |             |                                  |
| 513  | Popis obrazku | NPR | Čergovský Minčol | 171,0836     |                 |             | 49°13′39″ s. š., 20°59′52″ v. d. |
| 553  |               | NPR | Hradová hora     | 13,4900      |                 |             |                                  |
| 700  |               | PR  | Valalská voda    | 14,4279      |                 |             |                                  |
| 1132 |               | PR  | Vlčia            | 21,2400      |                 |             |                                  |